# Werner Söchtig
Werner Söchtig (* 23. Februar 1845 in Oelber am weißen Wege; † 30. April 1907 in Hildesheim; vollständiger Name: Heinrich Konrad Christian Soechtig) war ein deutscher Architekt.

## Leben und Wirken
Werner Söchtig war als Sohn eines als Architekt in Hannover tätigen Amtszimmermeisters und Maurermeisters geboren. Nach dem Studium der Architektur an der Polytechnischen Schule Hannover unter Conrad Wilhelm Hase war er ab 1887 bis zu seinem Tod als Architekt in Hildesheim tätig. Seit 1890 gehörte er dem Architekten- und Ingenieur-Verein Hannover an.

## Werke (Auswahl)
- 1889–1892 St. Georg in Kemme, Kirchenneubau unter Einbeziehung des mittelalterlichen Kirchturms
- 1890–1891 Martin-Luther-Kirche in Söhlde, Kirchenerweiterung und Restaurierung
- 1891–1892 St. Johannis in Groß Escherde, Kirchenneubau
- 1894 St. Petri in Bad Bodenteich, Glockenturm
- 1896–1897 St. Dionys in Lehmke, Kirchenneubau
- 1896–1897 Dreieinigkeitskirche in Rabber, Kirchenneubau
- 1901–1904 Christuskirche in Hildesheim, Kirchenneubau

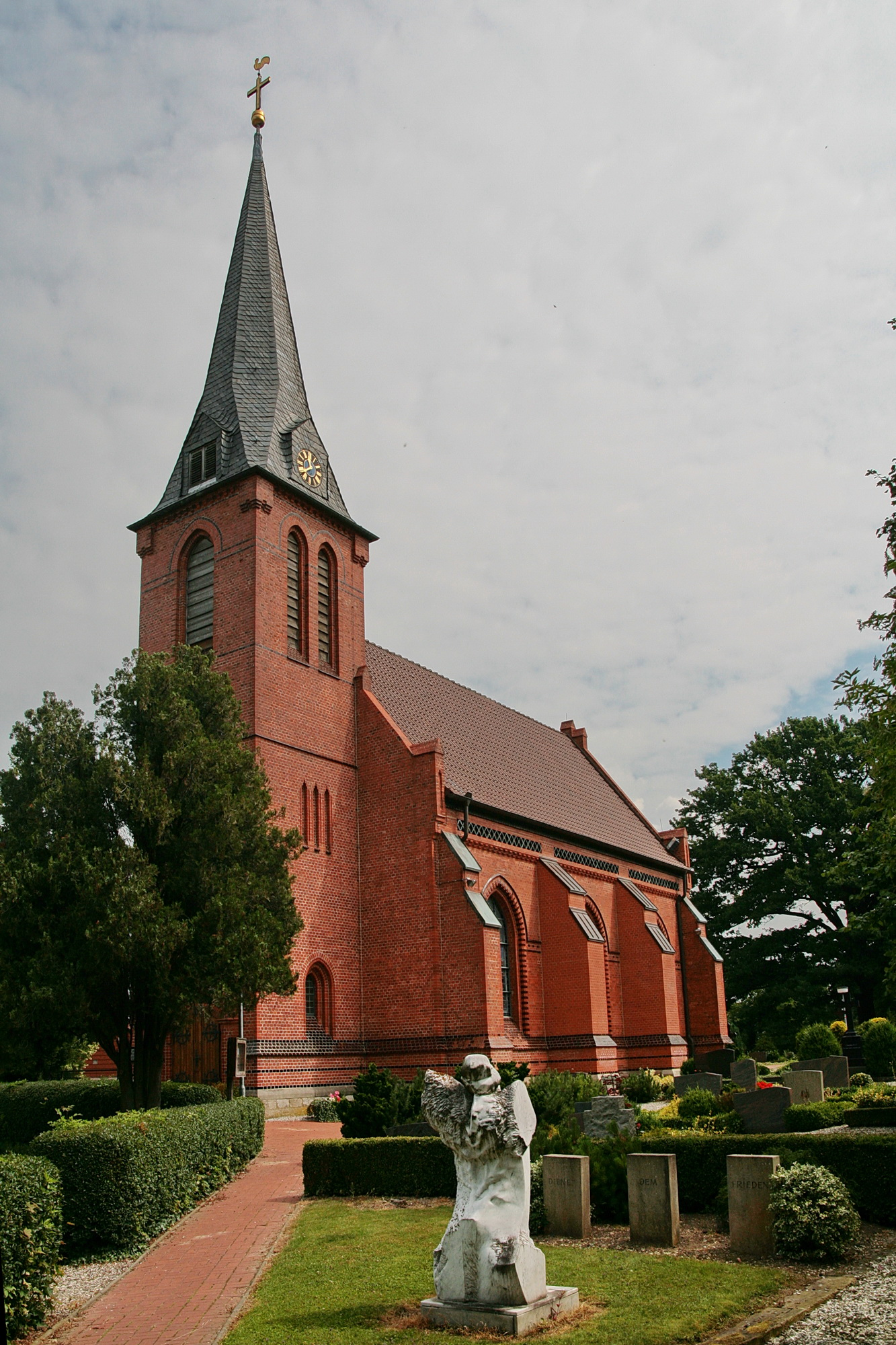
Groß Escherde, St. Johannis
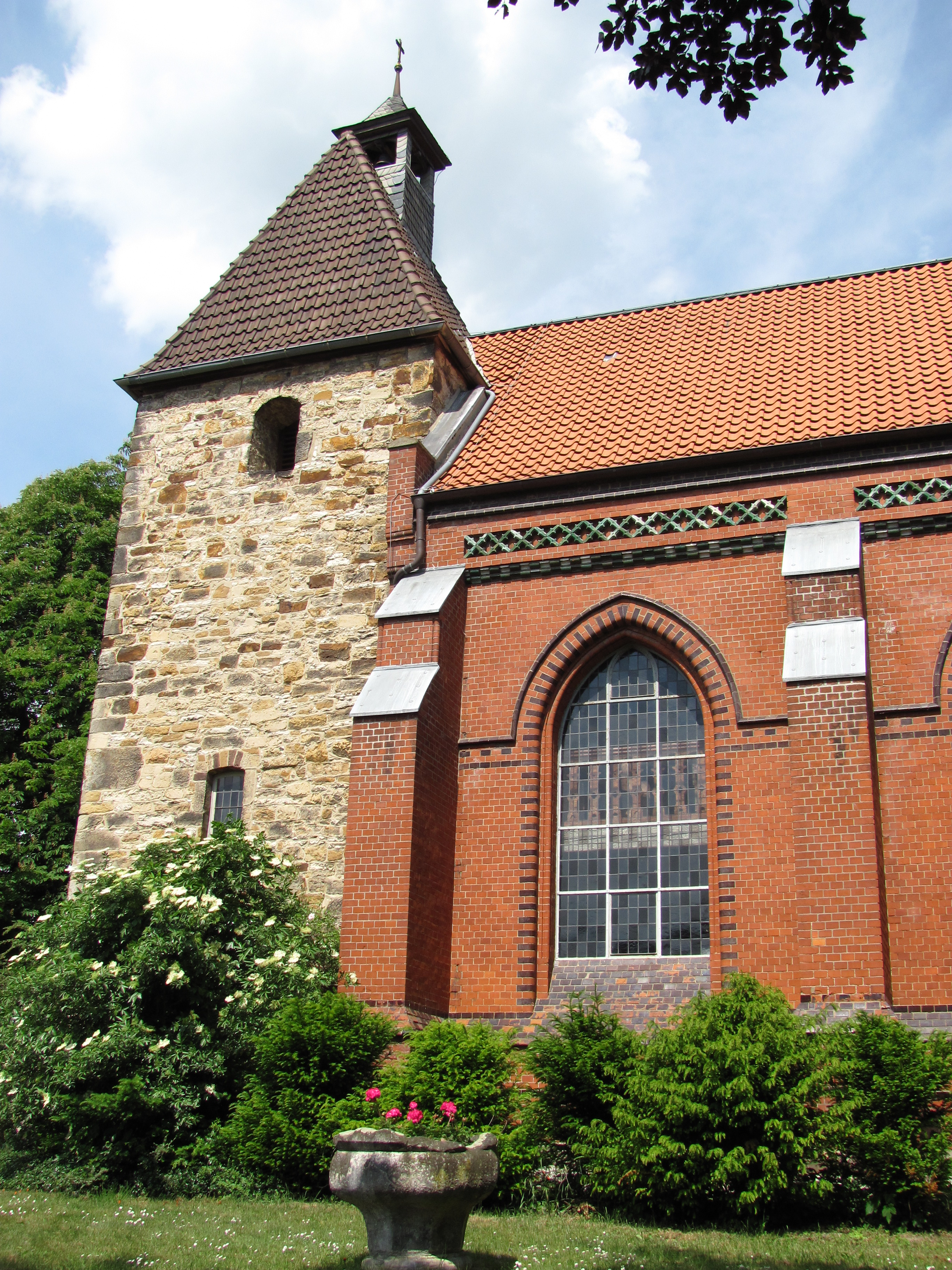
Kemme, St.-Georg
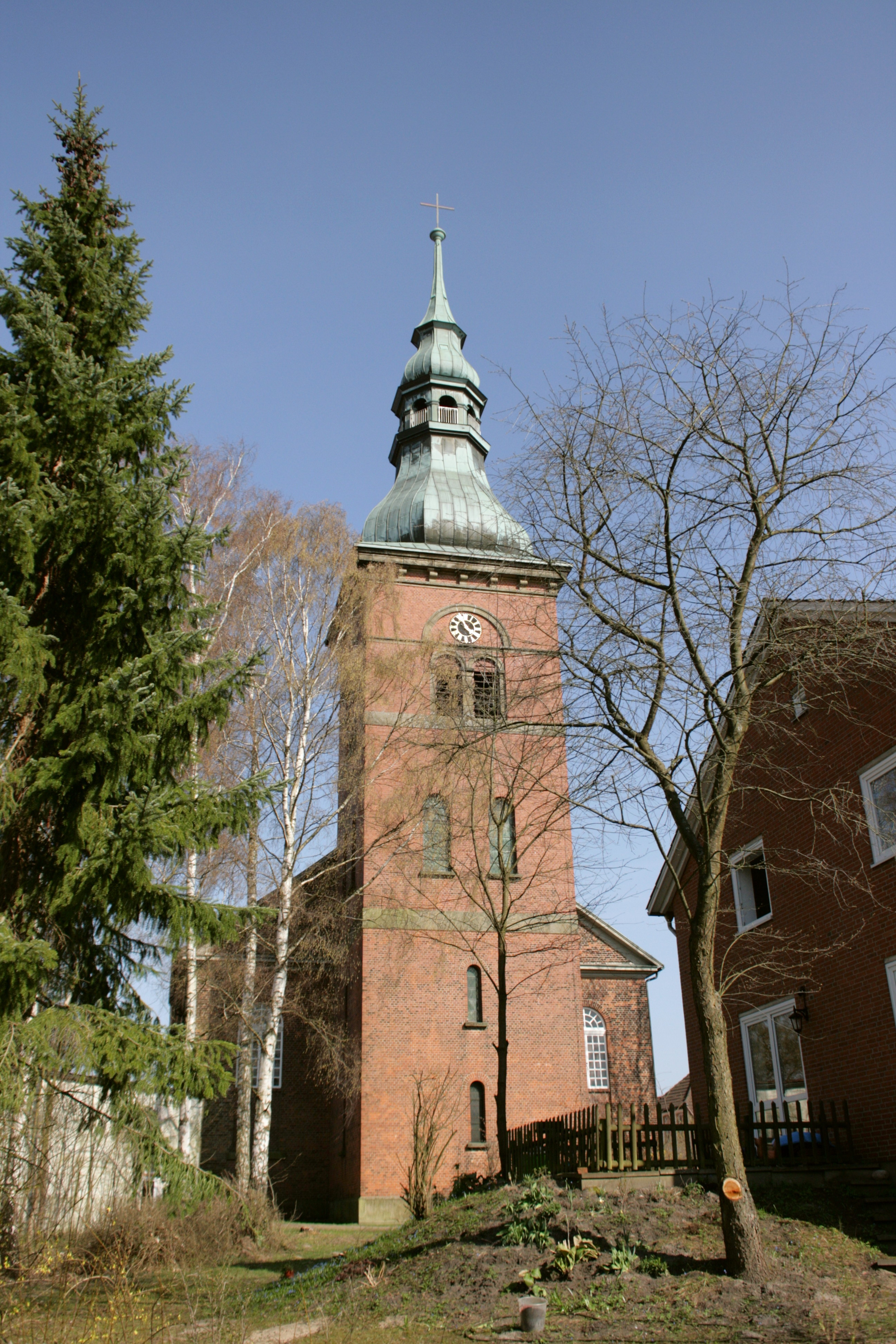
Bad Bodenteich, St. Petri
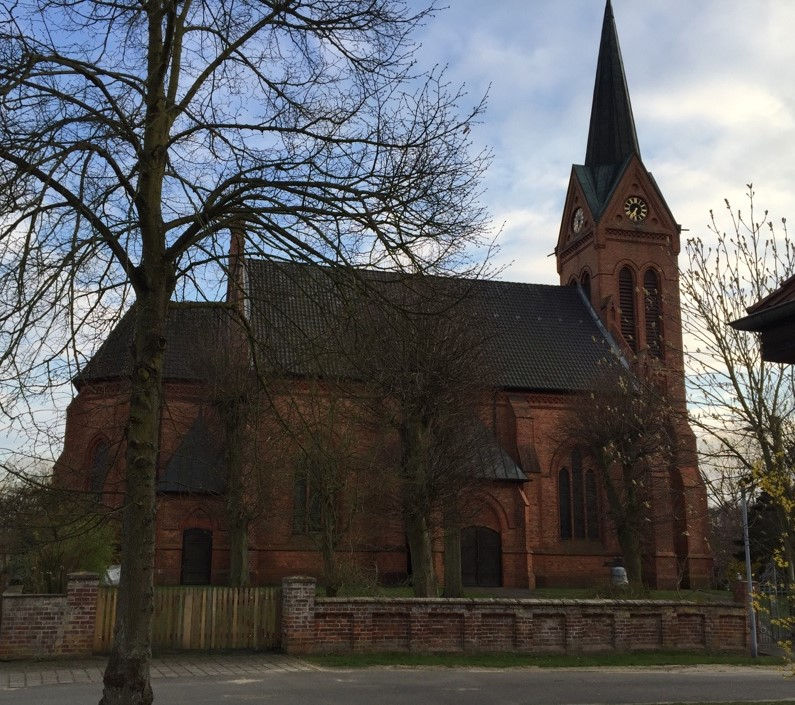
Lehmke, St. Dionys
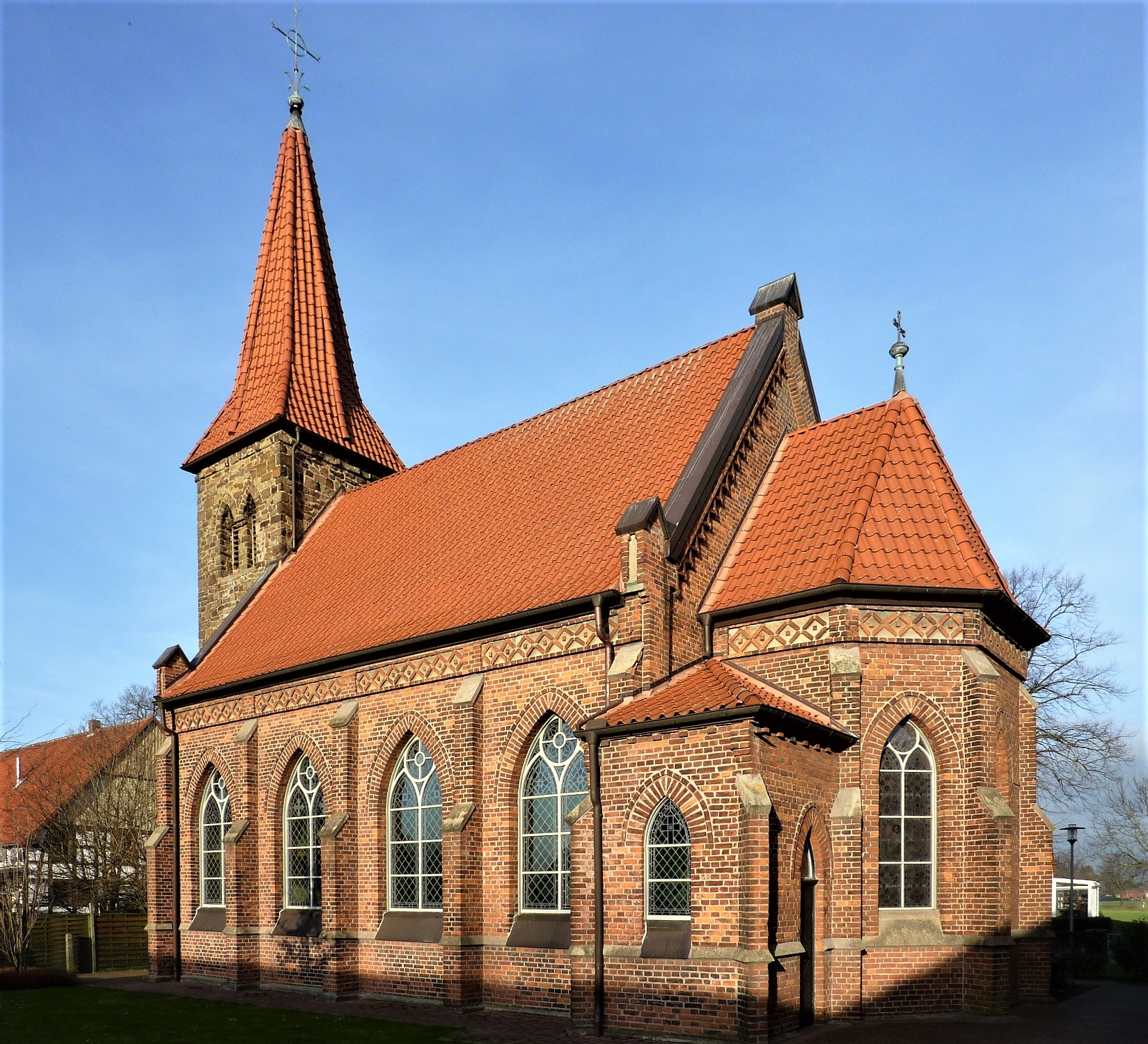
Rabber, Dreieinigkeitskirche
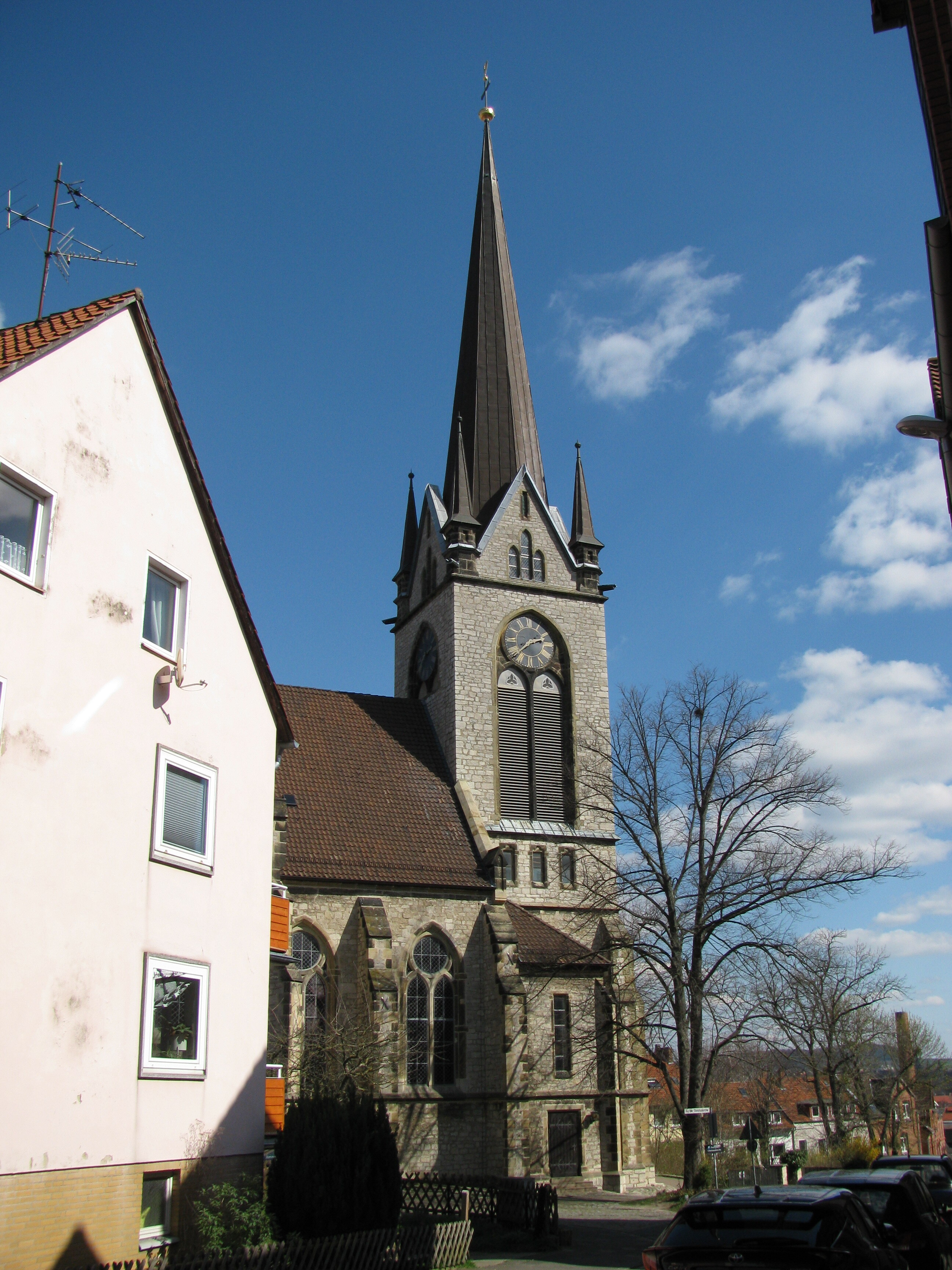
Hildesheim, Christuskirche